# تایکی ساتو
تایکی ساتو (انگلیسی: Taiki Sato؛ زادهٔ ۲۵ ژانویهٔ ۱۹۹۵) رقص، بازیگر اهل ژاپن است. وی از سال ۲۰۱۱ میلادی تاکنون مشغول فعالیت بوده‌است.